# The Legend of Heroes: Trails of Cold Steel II
The Legend of Heroes: Trails of Cold Steel II (英雄伝説 閃の軌跡 II, Eiyuu Densetsu Sen no Kiseki II, lit: 'La llegenda dels herois: Traces centellejants II') és un videojoc de rol desenvolupat per Nihon Falcom. El joc forma part de la sèrie Trails, i alhora de la sèrie més gran The Legend of Heroes, i és la seqüela directa de The Legend of Heroes: Trails of Cold Steel. Va sortir a la venda per primera vegada al Japó el 2014 per a PlayStation 3 i PlayStation Vita, més tard es va localitzar a l'anglès i es va publicar a Amèrica del Nord per Xseed Games el 2016. El febrer de 2018 se'n va publicar un port per a Microsoft Windows fet per Xseed, mentre que una versió remasteritzada per a PlayStation 4 es va publicar al Japó l'abril de 2018 i a tot el món el juny de 2019. El 5 d'agost de 2021 se'n va publicar un port per a Nintendo Switch al Japó i Àsia. Una seqüela directa, The Legend of Heroes: Trails of Cold Steel III, va sortir a finals de 2017.

## Jugabiltiat
La jugabilitat de Trails of Cold Steel II és semblant a la del primer joc Trails of Cold Steel, essent un videojoc de rol tradicional japonès amb combats per torns. La progressió del joc ja no està lligada a l'estructura de l'horari escolar de l'original, ja que ara el protagonista viatja pel món en lloc d'assistir a classes. Si el jugador té un fitxer de desat completat del joc anterior, afecta Cold Steel II, amb certs esdeveniments i diàlegs que es desenvolupen de manera diferent segons les opcions i les relacions construïdes al primer joc.

## Trama
El joc és una seqüela directa de l'original Trails of Cold Steel i comença un mes després del seu final. Els esdeveniments del joc tenen lloc en gran part al mateix temps que el capítol final de Trails to Azure. En Rean Schwarzer que s'havia escapat amb el seu cavaller diví, en Valimar, arriba a la seva ciutat natal, Ymir, amb l'ajuda del guardabraç Toval. Tanmateix, no passa gaire temps fins que ell i els éssers estimats d'en Rean es veuen afectats per la guerra civil d'Erebònia. Els oponents d'en Rean són l'Aliança Noble, que s'ha associat amb el Front d'Alliberament Imperial del joc anterior, així com Uròbor, un grup recurrent d'antagonistes de la sèrie Trails. Els estudiants de l'Acadèmia Militar de Thors, inclosos els de la classe VII, s'havien escampat pel país, de manera que en Rean mira de tornar a reunir-s'hi per posar fi a la guerra civil i salvar aquells que li importen.

## Desenvolupament i publicació
Trails of Cold Steel II utilitza el motor de joc PhyreEngine. Trails of Cold Steel II va sortir per primera vegada a la venda al Japó el 25 de setembre de 2014 per a PlayStation 3 i PlayStation Vita. El joc va ser localitzat a l'anglès per Xseed Games. La traducció del joc es va posar en marxa el febrer de 2015, amb uns 1,45 milions de caràcters per traduir. Va tardar aproximadament a fer-se (el gener de 2016 estava completada al 95%). Xseed va afegir aproximadament 11.000 línies de diàleg narrades en anglès a la seva versió. El joc es va publicar per a PS3 i Vita a Amèrica del Nord el 6 de setembre de 2016 i a Europa l'11 de novembre. Se'n va publicar un port per a Microsoft Windows a tot el món el 14 de febrer de 2018. Aquesta versió conté diverses millores, com ara suport per a la resolució 4K, diverses millores gràfiques i línies de veu en anglès addicionals.
Una versió remasteritzada per a PlayStation 4, The Legend of Heroes: Trails of Cold Steel II: Kai, va sortir al Japó el 26 d'abril de 2018, i a Amèrica del Nord i Europa, el juny de 2019. Clouded Leopard Entertainment va desenvolupar i publicar-ne un port per a Nintendo Switch al Japó i Àsia el 5 d'agost de 2021.

## Recepció
The Legend of Heroes: Trails of Cold Steel II va rebre crítiques "generalment favorables" segons l'agregador de ressenyes Metacritic. Famitsu va donar a les versions PS3 i PS Vita del joc una puntuació de 31/40. Chris Shrive, de Hardcore Gamer, va elogiar el joc per ser "una obra mestra del JRPG modern" amb "la combinació perfecta de la fórmula clàssica del JRPG barrejada amb característiques contemporànies" i va concloure que "l'èmfasi en la narració d'històries i l'immens repartiment de personatges memorables fan que el llarg temps invertit valgui la pena".
Kimberly Wallace de Game Informer també va fer comentaris positius sobre la història i els personatges del joc, però es va queixar del disseny avorrit de les masmorres del joc. Malgrat les deficiències, va pensar que el joc feia prendre als seus personatges i a la seva història direccions tan interessants i hi havia tantes coses a fer que era difícil deixar-lo... va fer que es preocupés tant pels personatges i el seu món que la va fer obviar els seus defectes.
Darren McPhail, de RPGSite, també va dir coses positives sobre el joc i va afirmar que "Per als fanàtics dels jocs anteriors de The Legend of Heroes i, especialment, dels primers Trails of Cold Steel, jugar Trails of Cold Steel 2 és una recomanació evident Tot i que aquesta seqüela té un ritme desigual i no té girs argumentals impactants fins a la conclusió, els jocs de la saga Trails of Cold Steel són alguns dels millors del gènere i val la pena que la majoria dels fanàtics del joc de rol els donin una oportunitat". Els tres ressenyadors van coincidir que, tot i que era possible gaudir de la història del joc com una experiència independent, millorava substancialment si s'havia jugat primer al Trails of Cold Steel original, a causa del fil que els uneix.

### Vendes
Al Japó, el joc va vendre 86.283 còpies físiques a PlayStation Vita i 65.498 còpies a PlayStation 3 durant la seva primera setmana de publicació. Durant aquesta setmana, la versió de Vita va ocupar el segon lloc entre totes les vendes de programari al Japó, mentre que la versió de PS3 va ocupar el cinquè lloc. La versió de PlayStation 4 va vendre'n 11.345 còpies durant la primera setmana de venda al Japó, la qual cosa la va situar al número deu de la llista de vendes de tots els formats.